# Ниш стидси
Стидси Ниш су клуб америчког фудбала из Ниша, у Србији. Основани су 2004. године и тренутно не наступају ни у једном рангу такмичења у Србији. Учествовали су у сезонама 2004. и 2005.